# Přebor Plzeňského kraje 2009/2010
Přebor Plzeňského kraje (jedna ze skupin 5. fotbalové ligy) hrálo v sezóně 2009/2010 16 klubů. Vítězem a postupujícím se stalo mužstvo TJ Slavoj Koloveč. Sestoupily poslední čtyři týmy TJ Rozvadov, SK Horažďovice a TJ Klatovy.

## Systém soutěže
Kluby se střetly v soutěži každý s každým dvoukolovým systémem podzim–jaro, hrály tedy 30 kol.

## Výsledná tabulka
| Poř. | Tým                     | Z  | V  | R  | P  | VG | OG | B  |
| ---- | ----------------------- | -- | -- | -- | -- | -- | -- | -- |
| 1.   | TJ Slavoj Koloveč       | 30 | 19 | 4  | 7  | 86 | 29 | 61 |
| 2.   | FC Rokycany             | 30 | 16 | 10 | 4  | 54 | 27 | 58 |
| 3.   | FK Holýšov              | 30 | 17 | 6  | 7  | 64 | 40 | 57 |
| 4.   | FC Spartak Chrást       | 30 | 16 | 7  | 7  | 76 | 45 | 55 |
| 5.   | TJ Přeštice             | 30 | 14 | 6  | 10 | 56 | 41 | 48 |
| 6.   | TJ Sokol Město Touškov  | 30 | 14 | 6  | 10 | 65 | 58 | 48 |
| 7.   | TJ Baník Stříbro (N)    | 30 | 14 | 4  | 12 | 60 | 56 | 46 |
| 8.   | SK Slavia Vejprnice (S) | 30 | 10 | 9  | 11 | 47 | 55 | 39 |
| 9.   | SSC Bolevec             | 30 | 10 | 8  | 11 | 50 | 64 | 38 |
| 10.  | SK Rapid Plzeň          | 30 | 10 | 7  | 13 | 47 | 57 | 37 |
| 11.  | SK ZČE Plzeň            | 30 | 10 | 4  | 16 | 44 | 63 | 34 |
| 12.  | TJ Chanos Chanovice     | 30 | 10 | 4  | 16 | 43 | 62 | 34 |
| 13.  | TJ ZKZ Horní Bříza (N)  | 30 | 9  | 7  | 14 | 43 | 62 | 34 |
| 14.  | TJ Rozvadov (N)         | 30 | 9  | 6  | 15 | 50 | 60 | 33 |
| 15.  | SK Horažďovice          | 30 | 7  | 9  | 14 | 41 | 53 | 30 |
| 16.  | TJ Klatovy (S)          | 30 | 5  | 3  | 22 | 30 | 84 | 18 |

Poznámky:
- Z = Odehrané zápasy; V = Vítězství; R = Remízy; P = Prohry; VG = Vstřelené góly; OG = Obdržené góly; B = Body; (S) = Mužstvo sestoupivší z vyšší soutěže; (N) = Mužstvo postoupivší z nižší soutěže (nováček)

|  | Postup do Divize A 2009/2010                    |
|  | Sestup do I. A třídy Plzeňského kraje 2009/2010 |